# Paulus Johannes Maria Maas
Paulus Johannes Maria Maas (Arnhem, 27 de febrero de 1939) es un botánico neerlandés especializado en la flora neotropical. Maas ha identificado y nombrado cerca de 560 especies de las familias Burmanniaceae, Costaceae, Gentianaceae, Haemodoraceae, Musaceae, Olacaceae, Triuridaceae, y Zingiberaceae.
Sus dos mayores áreas de estudio sos las anonáceas como las saprófitas neotropicales pertenecientes a Burmanniaceae. Ha trabajado también en el género Canna (Cannaceae) y ha publicado tratamientos florísticos de este grupo para Guyana, Ecuador. y el norte de Sudamérica.

## Algunas publicaciones
- Flora Neotropica 40 – Triuridaceae, 1986 (con Traudel Rübsamen)
- Flora Neotropica 41 – Voyria and Voyriella (Gentianaceae), 1986 (con P. Ruyters)
- Flora Neotropica 42 – Burmanniaceae, 1986 (con H. Maas-van de Kamer, J. van Benthem, H.C.M. Snelders, T. Rübsamen)
- Flora Neotropica 61 – Haemodoraceae, 1993 (con H. Maas-van de Kamer)
- Flora of the Guianas. Series A: Phanerogams: Fasc. 6: Burmanniaceae, 1986 (con H. Maas-van de Kamer)
- Flora de Colombia 6 – Triuridaceae, 1988
- Flora de Colombia 7 – Burmanniaceae, 1988 (con H. Maas-van de Kamer)
- Neotropical Plant Families, 1998 (con Lubbert Y. Th. Westra)
- Triuridaceae / Burmanniaceae, In: Polidoro Pinto, Gustavo Lozano (eds.) Flora de Colombia, vol. 6 / 7, 1988, pp. 125 (con Hiltje Maas-van de Kamer)
- La abreviatura «Maas» se emplea para indicar a Paulus Johannes Maria Maas como autoridad en la descripción y clasificación científica de los vegetales.[4]